# Niels Destadsbader
Niels Destadsbader (ur. 19 sierpnia 1988 w Kortrijk) – belgijski piosenkarz, aktor i prezenter telewizyjny i radiowy.
Działalność aktorską rozpoczął w 2001 występem w spektaklu teatralnym Koning van Katoren. Rozpoznawalność przyniosła mu rola Oliviera De La Fayette w serialu Amika (2008–2011) oraz Ronalda Decocq w serialu F.C. De Kampioenen (2010–2011).
Od 2006 artysta muzyczny, wydał trzy solowe albumy studyjne: Speeltijd (2016), Dertig (2018) i Boven de wolken (2019).
W latach 2009–2014 prowadzący programy telewizji Ketnet, od 2014 prezenter stacji Vtm.

## Dyskografia
- Speeltijd (2016)
- Dertig (2018)
- Boven de wolken (2019)

## Filmografia

### Seriale
- 2007: Spring
- 2008: Aspe
- 2008–2009: Familie jako Pim Mariën
- 2008–2011: Amika jako Olivier de Lafayette
- 2010–2011: F.C. De Kampioenen jako Ronald Decocq
- 2011–2013: De Elfenheuvel jako Dagmar Koningswens
- 2016: Tegen de Sterren op jako Gerard Joling

### Filmy
- 2013: F.C. De Kampioenen: Kampioen zijn blijft plezant
- 2015: F.C. De Kampioenen 2: Jubilee General
- 2017: F.C. De Kampioenen 3: Forever
- 2019: F.C. De Kampioenen 4: Viva Boma